# Vilviestre de los Nabos
Vilviestre de los Nabos es una localidad de la provincia de Soria, partido judicial de Soria, Comunidad Autónoma de Castilla y León, España. Pueblo de la comarca de El Valle y La Vega Cintora que pertenece al municipio de El Royo.

## Demografía
En el año 2000 contaba con 15 habitantes, concentrados en el núcleo principal, pasando a 11 en 2020.

## Historia
Sobre la base de los datos del censo de Pecheros de 1528, en el que no se contaban eclesiásticos, hidalgos y nobles, se registra la existencia 5 pecheros, es decir unidades familiares que pagaban impuestos. Figura en el documento original escrito como El Angosto.
A la caída del Antiguo Régimen la localidad se constituye en municipio constitucional en la región de Castilla la Vieja, partido de Soria, que en el censo de 1842 contaba con 22 hogares y 90 vecinos. A mediados del siglo XIX se integra en Oteruelos.
A finales del siglo XX se integra en El Royo, desligándose de Oteruelos, hoy integrado en el municipio de Soria.

## Lugares de interés
- Iglesia de San Martín de Tours: iglesia del siglo XVI aprovechando restos de otra anterior.